# Germanyball
Germanyball (рус. Джёрманиболл / Германияболл / Германияшар) — один из ключевых персонажей Countryballs.

## Образ
Germanyball имеет тенденцию всегда работать. В этом персонаже остались некоторые старые стремления к Германской империи и Нацистской Германии, или, по крайней мере, другие страны подозревают его в этом (например в стремлении совершить Lebensraum). Существует стереотипное предположение о том, что современные немцы преуспевают в завоевании Европы с помощью торговой и финансовой дисциплины, а не войны (см. Четвёртый рейх).
Germanyball — глава Европейского союза (EUball) и «покровитель Европы». В немногих комиксах персонаж становится Рейхугольником (англ. Reichtangle).

### Комиксы
Во многих англоязычных комиксах Germanyball традиционно называют «Germoney», — сочетание слов «Германия» (англ. Germany) и «деньги» (англ. money) — что стало тропом, потенциально означающим ряд идеологически связанных стереотипных коннотаций, включая не только изображение типичного персонажа, ориентированного на эффективность, но и изображение персонажа-трудоголика без чувства юмора, кормильца-отца Европейского союза, а также изображение образа Германии, которой удаётся завоевать Европу с помощью торговой и финансовой дисциплины лишь для того, чтобы использовать свои экономические мускулы и чтобы диктовать ключевую политику. Впоследствии этот троп играет центральную роль в превращении европейских переговоров по миграционному кризису в хорошо известный сценарий: задержание в школе. Весь каркас этого дисциплинарного действия образует хронотопическую конфигурацию, чётко определяющую властные отношения в повествовании через устоявшиеся роли бесспорного директора («Германи») и подчиненных учеников (Венгрия, Словакия, Польша).
11 апреля 2014 года канцлер Германии Ангела Меркель совершила официальный визит в Грецию, где сказала группе греческих предпринимателей: «Я твёрдо верю, что после очень, очень жёсткой фазы, эта страна [Греция] таит в себе безграничные возможности, которые ещё предстоит использовать». Под «жёсткой фазой» здесь понимается ряд мер жёсткой экономии, принятых правительством Греции с 2010 года, чтобы получить право на приём кредитных пакетов ЕС и МВФ, при этом Германия фигурирует в качестве основного противника. Эти меры жёсткой экономии можно интерпретировать как «неортодоксальное решение», которого требует в одном из комиксов Германия. Прилагательное «неортодоксальный» используется преднамеренно, поскольку оно сигнализирует о довольно негативных социальных последствиях строгой экономии, а также намекает на православные церкви Греции, Румынии и Болгарии.
В первом примере иллюстрируются некоторые известные немецкие и балканские стереотипы. Так, немцы считаются приверженцами эффективности, пунктуальности и аккуратности. В то же время балканский регион обычно рассматривается как символ экономической и политической нестабильности (балканизация). Балканские государства, особенно Греция и, в меньшей степени, Румыния вместе с Болгарией, часто считаются довольно ленивыми, коррумпированными и склонными к перерасходу средств. В комиксе, вероятно, расточительные расходы являются причиной того, что «текущая рабочая парадигма не работает», в дополнение к предполагаемой апатичной трудовой этике и злоупотреблениям со стороны правительства Румынии, Болгарии и, главным образом, Греции. В конце концов, Germanyball предпринимает властную попытку решить проблему.
Хотя все представленные государства являются суверенными и равноправными членами Европейского союза, Германия явно сохраняет свою социальную дистанцию, что является ещё одним немецким стереотипом. Более того, использование вокатива «ценный сотрудник» вместо стандартного приветствия указывает на подчинённое и отдалённое отношение к адресату и высмеивает ценностно-ориентированный прагматизм, демонстрируемый Германией. Пример содержит ряд явных лингвистических маркеров, указывающих на принадлежность к немецкому языку (например, ist, autside aufder box или kan).
Другой пример комикса даёт твёрдую уверенность в том, что воплощение Германии — это личность, которую до сих пор преследуют (в основном в собственном воображении персонажа) призраки прошлого. Причём это показано с использованием игры слов, в которой слову «оккупация» (англ. occupation) можно придать два значения, переводимых как «оккупация» и «род занятий» соответственно. В третьем примере показана краткая история Германии, также подразумевающая руководящую роль страны в создании и функционировании Европейского союза.

### Использование денглиша
В комиксах Countryballs примером использования денглиша в качестве замены может служить предложение Kan you handle it? («Вы справитесь с этим?») где буква c в модальном глаголе can заменена буквой k. Замена, скорее всего, мотивирована немецким модальным эквивалентом können (то есть kannst в сопряжённой форме). Точно так же английский глагол-связка заменён немецким «ist» в глагольной фразе ist not working.
Грамматически предложение Ve need solution it is unorthodox («Нам нужно решение, это неортодоксально») знаменует собой синтаксическую интерференцию с точки зрения относительных местоимений. Один из ближайших немецких эквивалентов Wir brauchen [eine] Lösung, die unortodox ist показывает, что немецкие относительные местоимения склоняются и отражают род и число их антецедента, в то время как падеж отмечает их грамматическую функцию в относительном предложении. Так, die сигнализирует о женском роде и форме единственного числа Lösung (в переводе с немецкого — «решение»), а также об именительном падеже. Напротив, склонение и грамматический род практически отсутствуют в современном английском языке; поэтому эпиценное местоимение it, вероятно, было выбрано как наиболее близкая замена. Также предложение воздерживается от передачи синтаксической конструкции немецкого относительного предложения, которое ставит глагол в конечное положение. Это в значительной степени несовместимо с английским порядком слов, и его передача, скорее всего, уменьшит юмористический тон за счёт увеличения когнитивных усилий для расшифровки высказывания.
Другое предложение Ve need to think autside auf der box («Вам нужно думать нестандартно») означает лексическую интерференцию, мотивированную идиоматическим выражением мыслить нестандартно, в дополнение к лексико-фонетическому сходству между начальными дифтонгами /oʊ/ и /aʊ/. Использование вокатива valued employee («ценный сотрудник») предполагает лексико-семантическое вмешательство, возможно происходящее от немецкого словосочетания Sehr geehrte, используемого в официальных приветствиях, таких как Sehr geehrte Mitarbeiterinnen und Mitarbeiter («Уважаемые сотрудницы и сотрудники»). Немецкое словосочетание сигнализирует о социальной дистанции через уважение и благоговение, тогда как распространённый английский эквивалент dear employees сигнализирует о солидарности через приветливость и сердечность даже в формальном контексте. Однако трансплантация буквального значения в valued employee передаёт прямо противоположный иронически пренебрежительный тон, который в комиксах подчёркивает стереотипное представление о немецком превосходстве и холодном прагматизме.
Существует аппроксимация фонологического инвентаря между английским и немецким (this преобразовывается в zis) или замена родственных слов целиком (what? на was?).